# Hipòlit de Mèdici

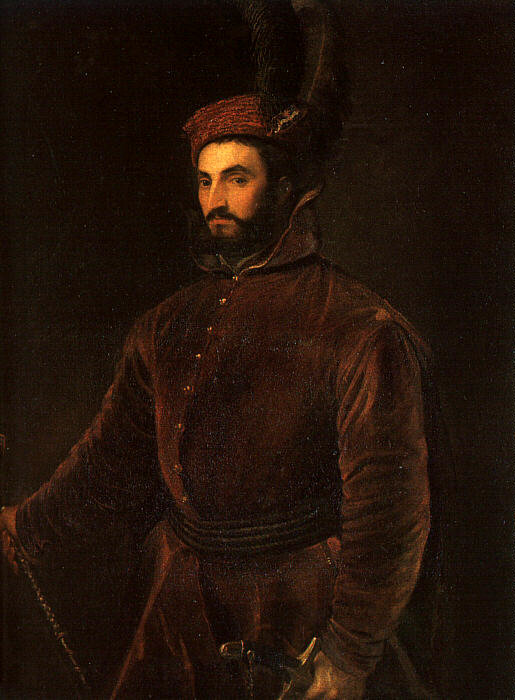
Detall del Retrat d'Hipòlit de Mèdici realitzat per Ticià.

Hipòlit de Mèdici (en italià: Ippolito de' Medici) (Urbino, Ducat d'Urbino 1511 - Itri, Estats Pontificis 1535) fou un membre dels Mèdici que va esdevenir cardenal i senyor de Florència entre 1523 i 1527.

## Orígens familiars
Va néixer el 1511 a la ciutat de Florència sent fill il·legítim de Julià de Mèdici-Nemours. Fou net per línia paterna de Llorenç el Magnífic i Clarice Orsini.

## Ascens al poder
A la mort del seu pare, ocorreguda el 1516 quan ell tenia tan sols cinc anys, fou educat pels seu oncle, el papa Lleó X, i pel seu cosí Giulio di Medici. Quan aquest últim fou nomenat papa amb el nom de Climent VII l'any 1523, Hipòlit fou nomenat el seu successor al capdavant de la República de Florència. El 1517 fou nomenat Arquebisbe d'Avinyó i després del setge de Florència (1529-1530) Climent VII afavorí el seu altre nebot Alexandre de Mèdici, sent enviat el 1535 Hipòlit en missió diplomàtica al Regne d'Hongria.
El 1535 fou nomenat ambaixador de Florència davant l'emperador Carles V del Sacre Imperi Romanogermànic, morint el 10 d'agost del mateix any a causa de paludisme (algunes fonts indiquen que va ser assassinat per Alexandre de Mèdici) a Itri, població situada al sud del Laci.

## Descendents
Tingué un fill il·legítim d'una relació amb Giulia Gonzaga, Asdrúbal de Mèdici (?-1565), el qual fou cavaller de l'Orde de Malta.